# Ziziphus lotus
Ziziphus lotus is een plantensoort behorend tot de wegedoornfamilie (Rhamnaceae). Het is een warrig vertakte en doornige struik die soms boomachtig kan worden. De struik kan een hoogte van 3 meter bereiken. Aan de struik groeien geeloranje tot rode ronde vruchten die twee zaden bevatten. 
De soort komt voor in het Middellandse Zeegebied, de noordelijke Sahara en op het Arabisch schiereiland. De struik groeit in droge gebieden en steppes.